# Pfaffensattel
Pfaffensattel är ett bergspass i Österrike.   Det ligger i distriktet Weiz och förbundslandet Steiermark, i den östra delen av landet, 80 km sydväst om huvudstaden Wien. Pfaffensattel ligger 1 381 meter över havet.
Terrängen runt Pfaffensattel är huvudsakligen kuperad, men västerut är den bergig. Närmaste större samhälle är Mürzzuschlag, 10,6 km väster om Pfaffensattel. 
I omgivningarna runt Pfaffensattel växer i huvudsak blandskog. Runt Pfaffensattel är det ganska tätbefolkat, med 75 invånare per kvadratkilometer.